# Fritz Ryff
Fritz Ryff (eigentlich Friedrich Ludwig bzw. Frédéric Louis Ryff; * 27. März 1857 in Sonceboz; † 8. März 1925 in Bern) war ein Schweizer Unternehmer, Kolonialwarenhändler und Gründer der Strickwarenfirma Ryff & Cie., bekannt unter der Marke «Swan Brand Knitting Works Switzerland». Einen bedeutenden Teil seines Lebens verbrachte er im kolonialen Afrika, wo er umfangreiche Geschäftserfahrungen sammelte. Ryff gilt heute als einer der erfolgreichen, jedoch wenig bekannten Industriellen Berns.

## Herkunft und Ausbildung
Fritz Ryff wurde als drittes von dreizehn Kindern von Friedrich Ryff (1827–1879), einem Kolonialwarenhändler, und Julie Kromer (1831–1908), einer bedeutenden Frauenrechtlerin, im bern-jurassischen Sonceboz geboren. Nachdem die Familie kurz nach seiner Geburt von Sonceboz ins basellandschaftliche Angenstein zog, besuchte Ryff die Primarschule im Nachbardorf Aesch und später das Progymnasium in Porrentruy. Seine mehrsprachige Ausbildung schloss er in Murten ab. Er beherrschte Französisch und Englisch und absolvierte eine kaufmännische Lehre bei der Bank Ehinger & Cie. in Basel. Nach dem Wehrdienst und einem Aufenthalt in England arbeitete Ryff bei den Établissements Verminck & Cie. in Marseille, einem Unternehmen mit starkem Fokus auf dem Kolonialhandel. In deren Handelsmission wurde er 1878 zum ersten Mal nach Westafrika geschickt.

## Leben in Afrika und Handelskarriere
Sieben Jahre lang arbeitete Ryff an der westafrikanischen Küste, überwachte Handelsumschläge für die Firma Verminck & Cie. und entwickelte eigene Handelsaktivitäten. Privat verband ihn eine Beziehung mit Louise Peyton aus Nigeria, aus der 1883 sein Sohn Frederick Augustus («Frank Peyton Ryff») hervorging. 1886 kehrte Ryff endgültig in die Schweiz zurück, blieb Afrika jedoch lebenslang eng verbunden und reiste mehrfach zurück. Ryff war unter anderem an der Handelsgesellschaft seines Bruders Hans Otto Ryff (1864–1931) in Sierra Leone beteiligt und betrieb eigene Handelsgesellschaften in Nigeria.

## Unternehmerische Tätigkeit in der Schweiz

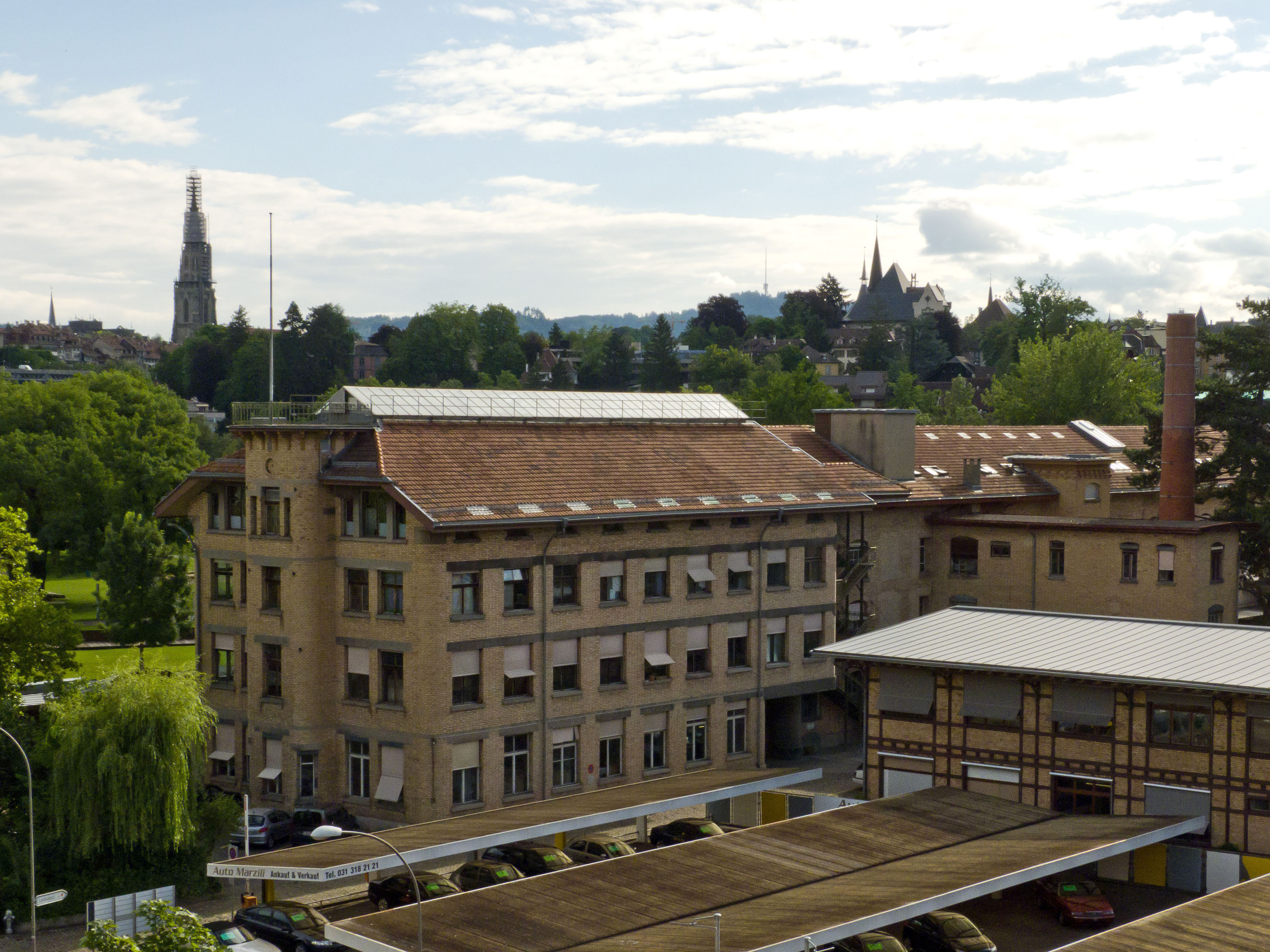
Ryff-Areal in Bern, in mehreren Etappen von 1890 bis 1914 entstandene Fabrikanlage

Zurück in Bern gründete Fritz Ryff am 15. Januar 1888 gemeinsam mit Arnold Wiesmann (verstorben am 2. April 1896) die Strickerei Wiesmann & Ryff, die bald zur Ryff & Cie. AG wurde. Unter der Marke «Swan Brand Knitting Works Switzerland» produzierte er Strickwaren, die international erfolgreich vertrieben wurden. Die Fabrik beschäftigte auf ihrem Höhepunkt über 400 Arbeiterinnen und erzielte Millionenumsätze. Innovation spielte eine zentrale Rolle: Ryff meldete mehrere Patente an, etwa für neuartige Strickverfahren und Materialien, was seinen Produkten Wettbewerbsvorteile auf internationalen Märkten verschaffte. Mehrere Medaillen auf Landes- und Weltausstellungen bezeugten die Qualität der Swan-Brand-Produkte.

## Der soziale Patron
Ryff war ein sozial engagierter Unternehmer: Er stellte Bademöglichkeiten, Arztbesuche und Kinderkrippen zur Verfügung und integrierte Taubstumme in seine Belegschaft. Besonders während der Kriegsjahre und in Zeiten der Teuerungskrise zeigte Ryff als Patron grosses Engagement für seine fast ausschliesslich weiblichen Arbeiterinnen. So unterstützte er seine Belegschaft mit Hilfsfonds sowie mit lebensnotwendigen Gütern wie Zucker und Haferflocken, um sie in den schwierigen Zeiten zu entlasten. Legendär waren auch seine gemeinsamen Mahlzeiten mit der Belegschaft, sei es im Arbeitsalltag oder auch an Weihnachten. Auf der anderen Seite lehnte er staatliche Regulierungen weitgehend ab und setzte sich als Vertreter liberal-konservativer Wirtschaftskreise für die Selbständigkeit der Unternehmen ein.

## Familie
Am 24. Juni 1899 heiratete Fritz Ryff in Bern Rose Garraux (1872–1961). Aus der Verbindung gingen keine weiteren Kinder hervor. Ryff kümmerte sich jedoch intensiv um seinen Sohn Frank Peyton Ryff aus der afrikanischen Beziehung, unterstützte ihn finanziell und versuchte, ihm eine wirtschaftliche Zukunft zu ermöglichen. Obwohl er Frank in seine Heimat nach Bern holte, erkannte er ihn nie offiziell als seinen Sohn an oder adoptierte ihn formell.

## Freizeit und gesellschaftliches Engagement
Fritz Ryff war ein begeisterter Reiter, Fahrrad- und Automobilfahrer. Am 2. September 1906 unternahm er einen spektakulären Ballonflug über Bern mit der «MARS» des Aéro-Club Suisse. Humanitäre Verpflichtungen nahm er ernst, unterstützte karitative Einrichtungen und spendete unter anderem für die Mission Romande und Geisteskrankenheime. Ryff sammelte auch westafrikanische Ethnographica, die heute im Bernischen Historischen Museum aufbewahrt werden. 1915 bis 1919 sammelte er gezielt auf Wunsch des Museumsleiters ethnographische Objekte.

## Tod und Nachwirkung
Ende 1924 erkrankte Fritz Ryff schwer und starb am 8. März 1925 in Bern. Er verfügte in seinem Testament unter anderem, dass weiterhin Taubstumme in seiner Firma beschäftigt werden sollten und seine Sammlungen dem Museum zufallen. Nach seinem Tod überlebte die Firma Ryff & Cie. noch etwa 30 Jahre, bevor sie 1959 schloss. In Bern erinnert heute eine Gedenktafel an die historische Bedeutung der Ryff-Fabrik und würdigt Fritz Ryff als einen «sozial fortschrittlichen Patron».